# Decima
Decima – w mitologii rzymskiej jedna z Parek.
Według mitu nawleka nić życia na igłę. Czczona także jako bogini porodu. Jej grecki odpowiednik to Lachesis.